# Calladita
Calladita es una película española de comedia dramática de 2023, escrita y dirigida por Miguel Faus, basada en su cortometraje homónimo de 2020. Está protagonizada por Paula Grimaldo, Ariadna Gil y Luis Bermejo. Se estrenó en el Festival Black Nights de Tallin el 10 de noviembre de 2023, y en los cines españoles el 17 de mayo de 2024, de la mano de Karma Films.

## Sinopsis
Ana, recién llegada de Colombia, es empleada doméstica en una lujosa mansión donde veranea una adinerada familia de marchantes de arte. La joven trabaja de sol a sol y sin contrato, bajo la promesa de conseguir condiciones dignas al final del verano, siempre y cuando sea discreta y calladita. Pero a través de Gisela, la empleada de la casa vecina, Ana descubrirá que las cosas no funcionan exactamente como le han contado, y aprenderá a divertirse un poco más durante su verano en la Costa Brava.

## Reparto
- Paula Grimaldo como Ana
- Ariadna Gil como Andrea
- Luis Bermejo como Pedro
- Pol Hermoso como Jacobo
- Violeta Rodríguez como Claudia
- Nany Tovar como Gisela
- Víctor Rebull como Vic
- Eduard Torres como Pol

## Producción
El 2 de marzo de 2022, el cineasta Miguel Faus lanzó una campaña de NFTs con el fin de financiar la producción de un largometraje titulado Calladita, el cual estaría basado en un cortometraje homónimo de Faus que fue estrenado en 2020. Los NFTs de la película recaudaron finalmente alrededor de 700.000€ destinados al presupuesto de Calladita, convirtiéndose así en la primera película europea en financiarse mediante NFTs. El cineasta estadounidense Jim Cummings se unió al proyecto como productor ejecutivo.
En septiembre de 2022, se anunció que el rodaje de la película había comenzado en localizaciones del Bajo Ampurdán en Gerona, con Paula Grimando, Ariadna Gil y Luis Bermejo como los protagonistas. A mediados de octubre de 2022, se anunció que el rodaje de la cinta había concluido después de cinco semanas.
En enero de 2023, durante su fase de posproducción, el largometraje recibió el premio Andrews/Bernard en el marco del Festival de Sundance, otorgado por el cineasta americano Steven Soderbergh y respaldado por la plataforma Decentralized Pictures, el cual consistía en una beca de 100.000 dólares para la finalización del largometraje.

## Lanzamiento y marketing
Calladita tuvo su estreno mundial el 10 de noviembre de 2023 en el Festival Black Nights de Tallin en Estonia.En España, tuvo su estreno nacional en el Festival de Málaga en marzo de 2024, y posteriormente en el BCN Film Fest en abril de 2024.
En febrero de 2024, la distribuidora Karma Films lanzó el primer tráiler de la película y programó su estreno en cines españoles para el 24 de mayo de 2024. El 10 de abril de 2024, Karma lanzó el tráiler final y el póster de la película y adelantó su estreno al 17 de mayo de 2024.
Durante 2024 Calladita se ha proyectado en muchos festivales de todo el mundo, y ha cosechado algunos premios. Destacan festivales de prestigio como el Seattle International Film Festival, el BAFICI, o el Raindance Film Festival.

## Recepción

### Taquilla
En su primera semana, Calladita se estrenó en 31 cines, coincidiendo principalmente con los estrenos de Amigos imaginarios, Disco, Ibiza, Locomía, Caída libre y Lo que sucede después, entre otras cintas.
La película aguantó 8 semanas en cines y tuvo más de 20.000 espectadores, causando que medios como La Razón destacaran su estreno como un éxito y hablaran del "fenómeno Calladita".

### Críticas
Calladita ha recibido críticas mixtas a positivas por parte de los críticos. Laura Pérez de Fotogramas le dio a la película tres estrellas de cinco, describiendo a la actriz Paula Grimaldo como "un diamante en bruto" y elogiando la dirección de Miguel Faus diciendo que "maneja la cámara con la eficacia del menos es más y solo flaquea, por momentos, en el control del ritmo y el manejo de la tensión". Sergi Sánchez de La Razón también le dio a la cinta tres estrellas de cinco, elogiando la interpretación de Grimaldo como "estupenda" pero criticando el guion diciendo que "podría haberse quedado en el formalismo estático, fragmentado, de un Ulrich Seidl o de la Lucrecia Martel de La ciénaga, pero, al darle agencia al personaje de Ana, parece tener que sucumbir a una serie de trampas narrativas [...] que banalizan la ira de clase de su protagonista". Davide Abbatescianni de Cineuropa describió la cinta como "un relato bastante convencional sobre nuestra sociedad, aunque esto no es algo necesariamente negativo, ya que cumple adecuadamente con lo que se propone" y elogió la dirección fotografía y el diseño de producción, además de describir las interpretaciones del reparto como "solventes" y añadir que Faus "demuestra unas sólidas dotes de dirección", aunque criticó el argumento diciendo que "la resolución narrativa opta por una dirección clara, pero no resulta tan explosiva como cabría esperar" y que "se habría beneficiado de un guion más agudo y sardónico".
Arturo Tena de Cine con Ñ escribió que "más que Buñuel, citado por Faus muchas veces, el referente [...] sea el de las películas del sueco Ruben Östlund [...] Sin embargo, Faus se va a algo más ligero que lo que plantea Östlud en sus películas", además de señalar que "mantiene un equilibrio y prefiere mofarse de la actitud de la familia en diferido antes que exagerarla demasiado [...] lo cual habla bien de las intenciones del planteamiento de Faus", pero también señaló qu aunque "es una película con sus virtudes, sobre todo gracias a la atención y el detalle que le pone Faus a sus planos veraniegos y a un elenco bien elegido", también es "una película demasiado atemorizada de dar un paso en falso, lo que acaba por quitarle un posible respiro que la haga destacar con respecto al tipo de película que es, escondiendo con habilidad que, en realidad, es tan superficial como la gente a la que retrata". Patricia Amat de Contraste le dio a la película tres estrellas de cinco, escribiendo que Grimaldo "lleva casi todo el peso" de la película y describiendo su fotografía como "maravillosa", aunque también dijo que la cinta "refleja la diferencia de clases sin arriesgar en su historia" y que "aunque cuenta con momentos incómodos, la trama tiene toques cómicos y personajes que generan simpatía, lo que alivia el sentimiento de frustración".
Carlos Marañón de Cinemanía le dio a la película tres estrellas y media de cinco, escribiendo que "la capacidad de [Faus] para generar imágenes poderosas [...] oscila cómodamente entre un intimismo manierista y las estampas de un Ulrich Seidl mediterráneo" y que Grimaldo interpreta su papel "con certera contención", pero también que "el espléndido despliegue visual en las formas se mantiene peor en el tono de fondo del filme y en su aguado desenlace". Fernando Gálligo Estévez de Cinemagavia le dio a la película un 7.5 de 10, señalando que "hay grandes tomas y planos, muy expresivos y estéticamente atractivos" y escribiendo que la cinta "hace una acertada y precisa crítica social de las familias “afortunadas” que disfrutando de un alto estatus social, se muestran abusivas con sus trabajadores domésticos", además de elogiar la música diciendo que "ambienta acertadamente el contexto sociocultural de las dos empleadas de hogar", concluyendo que la cinta es "una acertada crítica social que en forma de comedia dramática disecciona las relaciones de abuso laboral por una familia de la alta burguesía catalana sobre sus empleadas latinoamericanas". Aarón Rodríguez Serrano de El Antepenúltimo Mohicano le dio a la película cuatro estrellas de cinco, escribiendo que la cinta "parece un tránsito casi natural [de la filmografía de Faus], optando por una duración controlada, un cuidado milimétrico de los escenarios y el apoyo explícito en dos de sus puntos fuertes: la dirección de fotografía de Antonio Galisteo y la dirección de arte de Lucasta Emley" y que Faus "le saca partido a cada elemento del encuadre, trabajando con economía y ligereza, componiendo de manera sucinta pero armónica plano tras plano", además de elogiar las interpretaciones de Grimaldo, Violeta Rodríguez y Ariadna Gil diciendo que "trenzan, a mi juicio, los chispazos más precisos de todo el metraje y entablan un diálogo amable y bien temperado [...] para permitir que la historia vaya desplegándose paulatinamente" y escribir sobre el guion que "los procesos de alienación, colonialismo y violencia contra la protagonista se van desplegando con paciencia y cuidado en las dos primeras partes del guion, si bien el desenlace parece por momentos ligeramente precipitado".
Pablo de Santiago de deCine21.com le dio a la película un 5 de 10, diciendo que Grimaldo realiza "una convincente interpretación" y describiendo al resto del reparto como "la mar de solvente", además de describir la película como "una mirada muy crítica a la sociedad pudiente, a esas personas acomodadas acostumbradas a los lujos y la vida regalada" decir que la historia "está plagada de [...] detalles de desprecio, bien encajados y nada burdos, aunque se incluyan algunos momentos más extremos, insanos y sórdidos". Quim Casas de El Periódico le dio a la película dos estrellas de cinco, escribiendo que el principal problema del largometraje "resid[e] en lo estereotipado que terminan siendo estos personajes, lo que resta fuerza a la sátira sobre un mundo burgués de apariencias y egoísmos, demasiado caricaturesco" y que el "previsible proceso de transformación [de la protagonista] ante las miserias morales de quienes la emplean y le pagan (mal) se erige en el eje vector del relato".
Fuera de España, Diego Batlle del medio argentino Otros Cines le dio a la película tres estrellas de cinco, diciendo que el largometraje "está narrado con precisión, destreza y astucia para exponer las contradicciones internas y externas, para acumular tensión" y describiendo la cinta como "incómoda, perturbadora, potente, aunque no demasiado sutil". Wendy Ide del medio británico Screendaily escribió que "esta lograda ópera prima combina un tono distintivo y un impactante sentido visual con una actuación fuera de serie de Paula Grimaldo".

### Estreno en Plataformas
Calladita tuvo su estreno en plataformas el 11 de septiembre de 2024, en Netflix España, y se convirtió en la película más vista en la plataforma, puesto en el que permaneció durante varios días.

### Premios y Distinciones
- 39 Premios Goya: Nominación para Miguel Faus a Mejor Dirección Novel.[32]
- 17 Premis Gaudí: Dos Nominaciones para Miguel Faus: Mejor Dirección Novel y Mejor Guion Adaptado. [33]
- Riviera International Film Festival: Premio Mejor Película. [34]
- Raindance Film Festival: Premio Mejor Actriz para Paula Grimaldo. [35]
- Festival Ópera Prima de Tudela: Premio Joven Tudela-Cultura. [36]